# Кузьминский (ручей)
Кузьминский (Кузьмин) — ручей в России, течёт по территории Ловозерского района Мурманской области. Вытекает из озера Кузьминское на высоте 189 м над уровнем моря, протекает по болотистой местности, впадает в Горло Белого моря. Длина реки составляет 21 км, площадь водосборного бассейна 150 км². Притоки: Коньковский, Случайный.